# Linda Nicholson
Pour les articles homonymes, voir Nicholson.
Linda Nicholson, née en 1955 à Londres, est une pianofortiste et claveciniste classique britannique.

## Biographie
Linda Nicholson effectue sa formation musicale au Royal College of Music, à l'Université de Londres, avec Kendall Taylor pour le piano puis Ruth Dyson (en) pour le clavecin,.
,En 1978 elle remporte le premier prix du concours international du pianoforte de Paris, le premier à se tenir, et en 1983 le prix du concours international de piano-forte du Festival de musique ancienne de Bruges,. Depuis 2001, elle fait régulièrement partie du jury de ce dernier.
Elle a travaillé notamment avec le violoniste Hiro Kurosaki, alors premier violon des Arts Florissants, ainsi qu'avec d'autres ensembles baroques,. Elle fait partie de l'Ensemble London Fortepiano Trio qu'elle a fondé en 1978,.
Elle possède une collection d'instruments historiques,. 

## Discographie
Au sein du London Fortepiano Trio :
- Beethoven, trios avec piano, op. 1 - London Fortepiano Trio (11-12 décembre 1985, Hyperion CDA66197). (OCLC 22814390)
- Mozart, trios avec piano - London Fortepiano Trio (25-26 juin 1984, 3CD Hyperion CDACDA66093, 66125, 66148 / CDS44021/3) (OCLC 18431713)

Musique de chambre : 
- Mozart, Intégrale des sonates pour violon et piano (1996, Erato) (OCLC 699020770)
- Beethoven, Intégrale des sonates pour piano et violon, vol. 1 (2009, Accent) (OCLC 368059811)
- Beethoven, Intégrale des sonates pour piano et violon, vol. 2 (2009, Accent) (OCLC 497028844)
- Beethoven (2010). Intégrale des sonates pour piano et violon, vol. 3 (2010, Accent) (OCLC 587324310)
- Beethoven (2010). Intégrale des sonates pour piano et violon, vol. 4 (2010, Accent) (OCLC 666280386)

Récitals :
- À la découverte du piano : Giustini, Paradies, Haendel, Platti, Alberti, Scarlatti et Soler - pianoforte de Denzil Wraight, 2015 d'après un instrument de Cristofori-Ferrini de 1730 (2015, Passacaille) (OCLC 994766004)[4].